# Neoperla caligata
Neoperla caligata és una espècie d'insecte plecòpter pertanyent a la família dels pèrlids.

## Descripció
- Les ales dels adults mascles fan 10-10,5 mm de llargària i les de les femelles 11,5-15.
- Els adults són acolorits i tenen els ocels molt petits, els ulls compostos, i el cap, el pronot i les ales de color marró fosc.
- La femella presenta la pilositat normal d'aquest gènere a l'abdomen.
- L'ou és gairebé esfèric i fa 0,31 mm de llargària.[5]

## Hàbitat
En el seu estadi immadur és aquàtic i viu a l'aigua dolça, mentre que com a adult és terrestre i volador.

## Distribució geogràfica
Es troba a Java i, probablement també, a Sumatra.